# フェンダー・ストラトキャスター
ストラトキャスター（Stratocaster）は、フェンダー社が1954年から発表・発売を行っているエレクトリック・ギターの機種。同社社長のレオ・フェンダーらによって開発された。
ギブソン社のレスポールモデルと並ぶエレクトリックギターの代表的な存在で、現在はフェンダー社の2つのブランド（フェンダー、スクワイア）から販売されている。
テレキャスターの後継機であること、また当時、未来や最先端をイメージさせる「宇宙」や「成層圏（stratosphere）」から、その名前が付けられた。

## 設計

### 基本構造
ストラトキャスターの基本構造は、同じフェンダー社のテレキャスターを発展させたものといえる。従来のギターはボディとネックをニカワなどで接着して製造するセットイン・ネックという構造が採用されていたが、テレキャスターではボルトオン・ネックという両者を木ねじで結合する大胆な設計になっており、大量生産を可能にした。ボディは木取りや木目の関係で切り出した木材を接着したものを成形しており、内部に共鳴部（空洞部分）が無い構造である（ソリッドボディ）。ボディに共鳴部がないため、大音量で演奏してもハウリングを起こしづらい。ボディとネックは角度を持たずに接合されており、ヘッドとネックも角度をもたずに成形されている。
ストラトキャスターはそれらテレキャスターの構造をほぼそのまま受け継いだ上で、さらに簡略化が図られていた。具体的には、ピックアップやボリュームやスイッチといった電装部品を樹脂製のピックガードにまとめて取り付け、これをボディ表面に木ねじで固定するという方式の採用である。そのため、ジャック（ボディに固定）を除けば、電装部品すべてをピックガードとともにポン付けできるようになった。この簡略化のお陰でボディやネックの加工と電装部品の配線をそれぞれ別工程にすることが可能になり、後年のコンポーネント・ギター（ボディやネックや電装品などを、純正以外のものと交換して作られた改造ギター）登場への道を開くことにもなった。
ストラトキャスターはテレキャスターと同様、本来はカントリー・ミュージックなどで使用することを想定して設計された。シンクロナイズド・トレモロ（後段で解説）も、カントリーやハワイアンで多用されるスティール・ギターのスライド奏法に近いサウンドを出すのが、本来の目的であった。

### ボディ形状

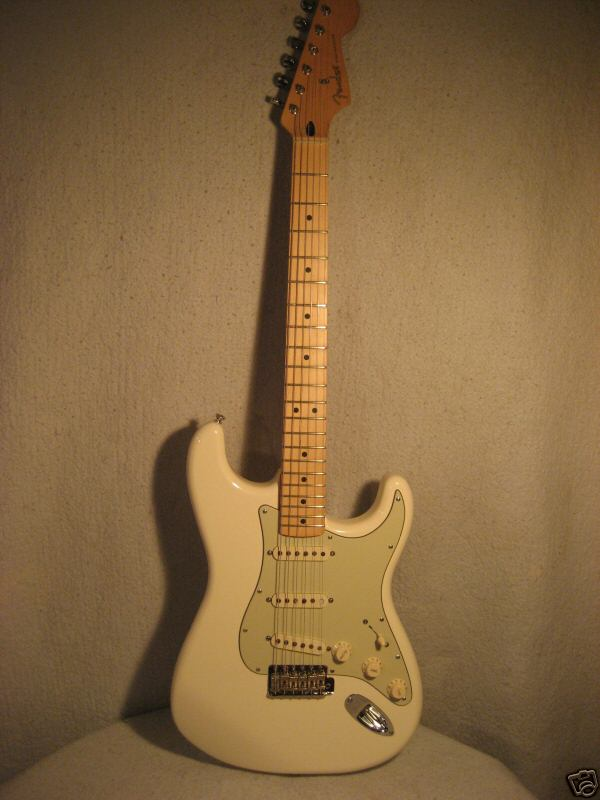
ボディ

ボディ形状もテレキャスターが母体になってはいるが、より工夫が施されている。高音部の弾きやすさに影響するカッタウェイはテレキャスターと変らないが、ストラップを使用した時のバランスを改善するため、低音弦側のボディを上部に伸ばしたダブルカッタウェイシェイプが採用されている。さらに、ギターを構えた際の身体とボディの当たり具合を改善するため、腰や肘の当たる部分が大きく曲線的に削り取られており（コンタード・ボディ）、ボディ全周の角も丸く削られている。

### ヘッド

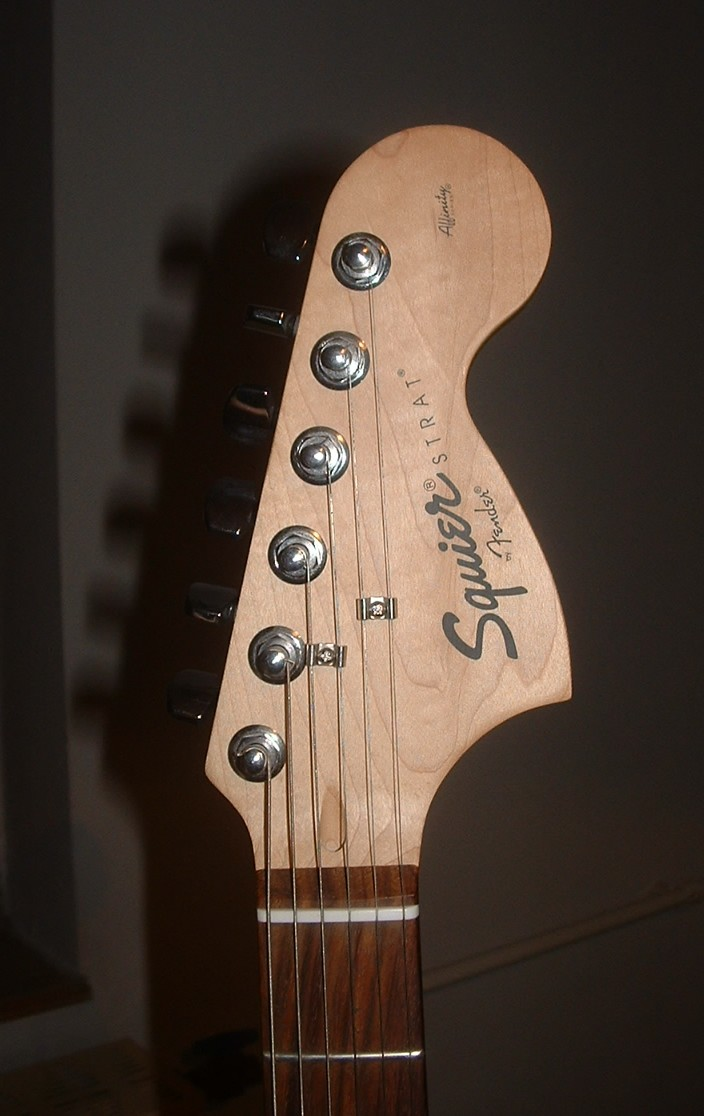
スクワイア・ストラトキャスターのラージヘッド

ヘッドはネックに対して角度を持たず、平行に成型されている。また糸巻き（ペグ）は、ギターを構えた際の上部側に一列に配置されている。そのため、1弦側と6弦側で弦の角度（弦がナットに圧着される度合い）が大きく異なってしまい、そのままでは弦のテンションが1弦側と6弦側で大きく違ってしまう。これを補正するため、1弦側（1弦と2弦、または1弦〜4弦など）にストリングガイド（弦の角度を大きくする）が取り付けられている。
ヘッド部の形状はテレキャスターに比べて大型化しており、大きく分けてスモールヘッド(PRE CBS)とラージヘッド(POST CBS)の2種類が存在する。初期（60年代半ばまで）はスモールヘッド、その後はラージヘッドという流れであったが、1985年のCBS撤退・フェンダー社の再興に伴う品質の再構築の流れを受けてスモールヘッドが一般的なヘッド形状となり、ラージヘッド形状はPOST CBS期を彷彿とさせるバリエーションとして製造されるといった形となり現在に至る。

### ペグ（糸巻、転手、チューナー）
装着されるペグ（糸巻き）は、Fキーペグと呼ばれるFの字がプレスされた物、クルーソン・タイプやロトマチック・タイプ、ロック式など、数種類が存在する。ストリングスガイドを使わなくても良いように弦を巻く軸の長さが1弦側が短くなっているタイプもある。アフターマーケットでは様々な物が手に入るので好みの物に交換できる。

### ナット
0フレットのない、一般的な物である。アフターマーケットにはブラス製やデルリン製といった様々な材質やチューニングを正確にする工夫をされた変形品もある。また、弦を受ける部分にローラーが使われた「ローラー・ナット」というものが存在し、ジェフ・ベックモデルやアメリカン・デラックスシリーズに採用されている。

### 電装部品
ピックアップは通常、シングルコイルを3つ（フロント＝ネック側、ミドル＝中央、リア＝ブリッジ側）搭載していて、スイッチで切り替えることが出来る。工場出荷時の配線状態では、ツマミは3つ（ピックアップに近い方からマスター・ヴォリューム、フロント・トーン、ミドル・トーン）。
従来はリア・ピックアップにはトーン・コントロールがなかったが、近年のモデルではミドル・トーンが、リア・ピックアップのトーンコントロールを兼ねている製品（アメリカンシリーズ等）もある。
ピックアップの切り替えスイッチは、初期にはフロント／ミドル／リアの3ポジションだったが、ハーフトーン（2つのピックアップを利用しミックスしたサウンド）を得るためサードパーティから5ポジションスイッチが発売された後、現在では最初から5ポジション（フロント／フロント＋ミドル／ミドル／ミドル＋リア／リア）が採用されている。
アンプへのシールド・ケーブルを接続するジャックは、テレキャスターはボディ側面とプラグが垂直に接続される方式だったが、ストラトキャスターではボディ表面に対してプラグが斜めに接続されるよう工夫されている。

### ブリッジ

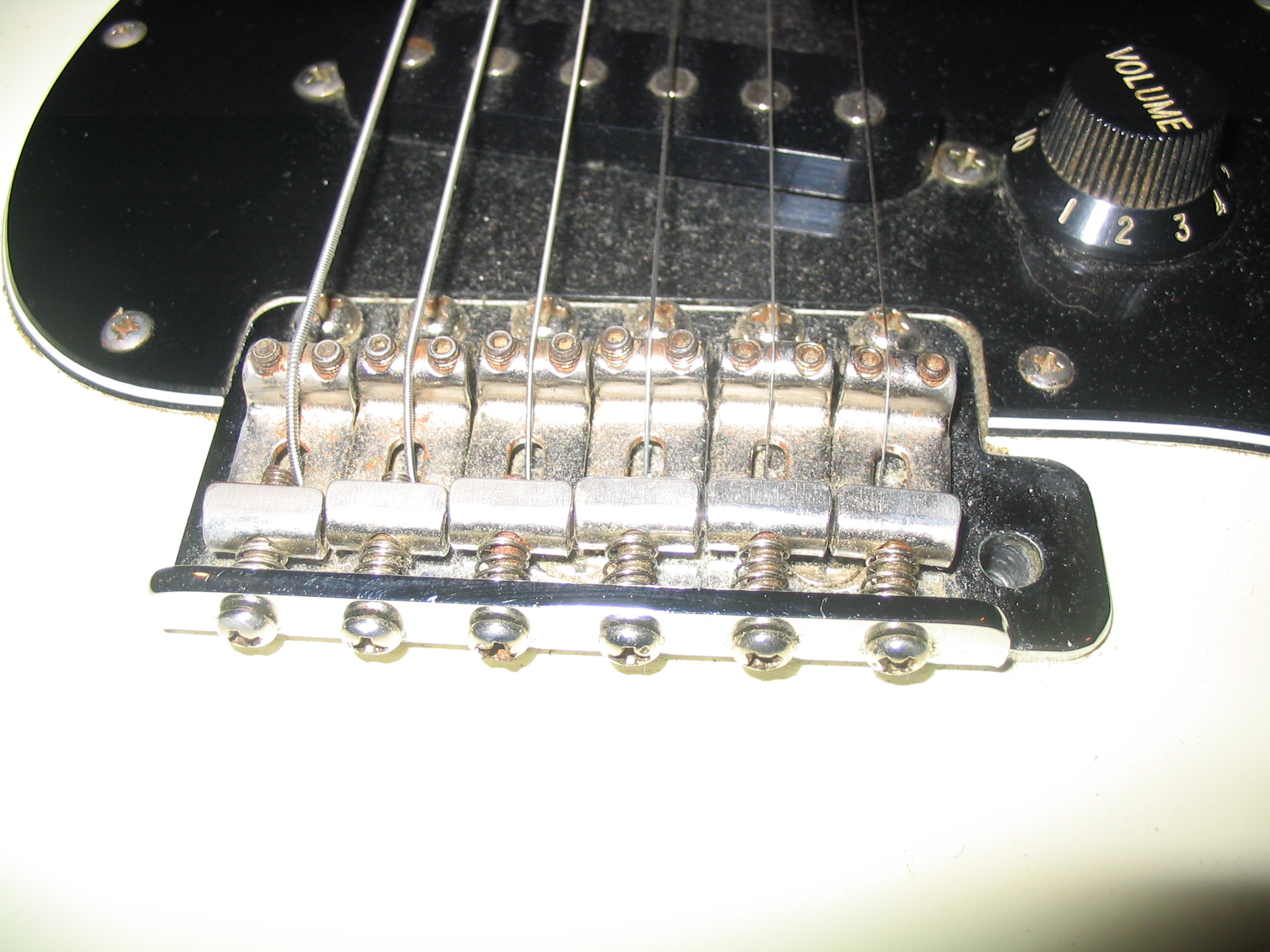
シンクロナイズド・トレモロユニット（ヴィンテージ・タイプ）

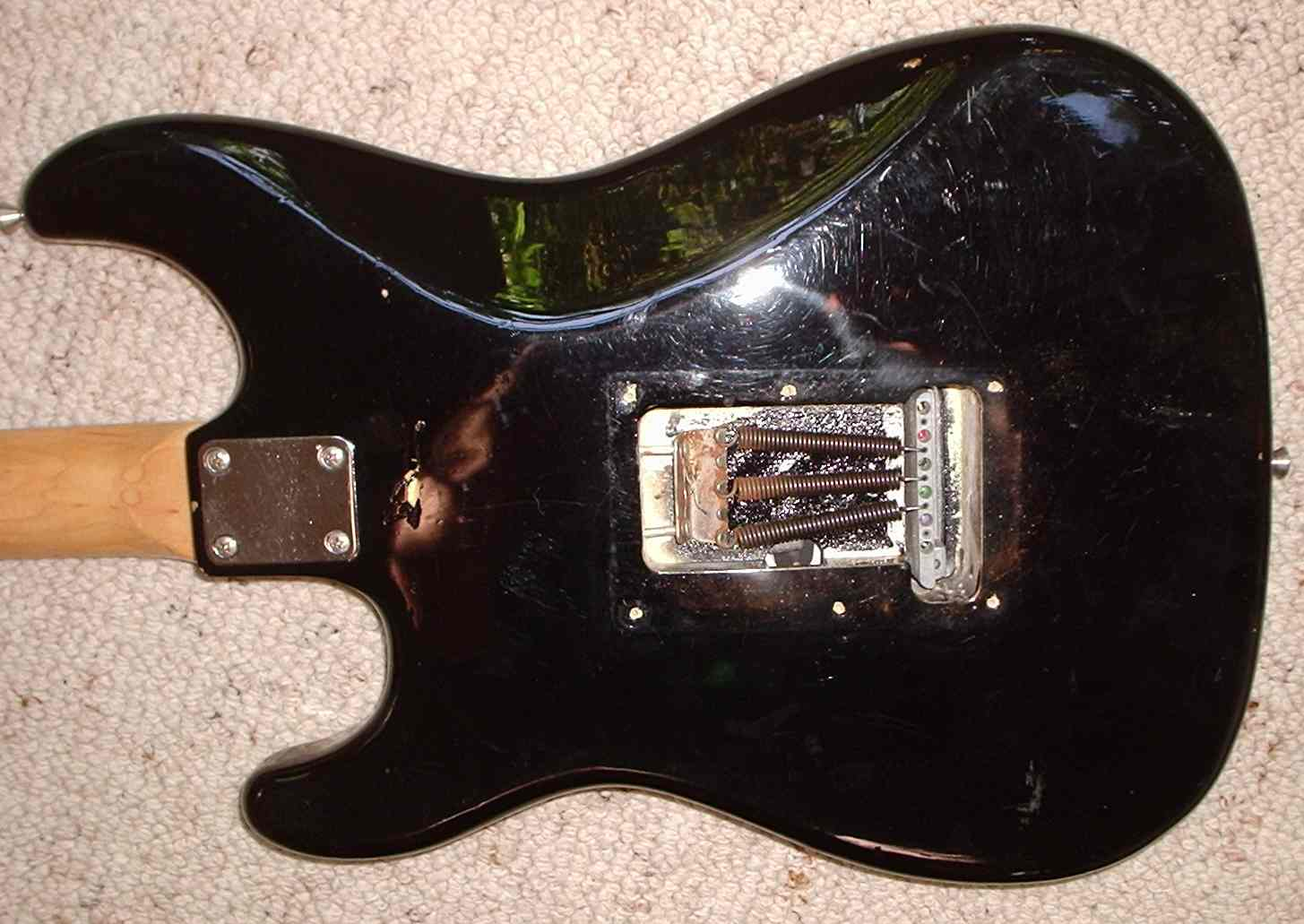
ボディ下面に設けられたスプリング・キャビティ内部。左からスプリングハンガー、ばね、サステインブロック。

ストラトキャスターの革新的な特徴の一つが、シンクロナイズド・トレモロ・ユニットというフェンダー社によって名づけられたビブラート・ユニットである。実際にはビブラート効果（音程の変化）を出す目的の装置で、トレモロ効果（音量の変化）のための物ではない。
これは、ブリッジ部に取り付けられているトレモロ・アームと呼ばれる棒を、ボディに向かって押す、あるいは（調整して、それを可能にした上で）引いてビブラート効果を得る装置である。トレモロアームはねじ込み式で、取り外すことができる。
ブリッジはテールピースと一体で、ボディ裏側にスプリングがついており、弦の張力と拮抗してブリッジおよびテールピースの位置を維持している。トレモロアームの操作でブリッジとテールピースの位置を移動させて弦の張力を変え、音程を変化させる。
ばねを利用したビブラート・ユニットはすでにビグスビー社などによって開発されていたが、シンクロナイズド・トレモロは、構造の単純さ、音程の可変幅の大きさ、チューニングの狂いの少なさなどで群を抜いていた。
初期モデルはブリッジに手が当たらないよう、金属製のブリッジカバーを装備していたが、現行モデルでは省略されている。
開発時、ビブラート・ユニットの追加はセールスからも強く求められた。完成直前の段階でそれまで予定していたビブラート・ユニットに深刻な欠点が見つかり（サスティーンが非常に不足したらしい）すでに型も製作され発注済みであった部品を廃棄する羽目になり、そこで一から設計をし直し完成したのがシンクロナイズド・トレモロ・ユニットである。

### 材料
ボディ材は、1954年の発売当初はアッシュを用いていたが、後にアルダーや少量だがアメリカン・バスウッドも用いられるようになった。アッシュは音の立ち上がりがよく存在感がある、アルダーは中域に特徴がある、アメリカン・バスウッドは音質にくせがないといったように、それぞれの木材には音質に特徴があり、用途や好みによってユーザーに選好されている。その後、発売当初にサッサフラスも用いられていたことが判明しており、エリック・ジョンソンの愛器「ヴァージニア」のシグネイチャーモデルに用いられた
ネックは、発売当初はメイプル1ピース（指板を持たない一体成形）が主だった。しかし、指板面の塗装が剥がれると汚れが目立つというユーザーからの要望もあり、メイプルのネックにブラジリアン・ローズウッドを指板として貼り付けたネックが採用されるようになった。それと並行して、メイプルのネックにメイプルの指板を貼り付けたタイプも一時的に生産された。この仕様は「貼りメイプル」と呼ばれ、ジミ・ヘンドリックスが使っていた影響から、現在では珍重されている。現在ではメイプル1ピース（指板が白っぽい）と、ローズウッドなどの指板を張ったタイプ（指板が黒っぽい）と、両方が製造されている。

## 音色
同一の材で製作した場合、テレキャスターに比べるとやや柔らかい音という評価がある。これは、ボディ表面側がピックアップや電装類を収納するために比較的大きく削られており、その上に樹脂製ピックガードが取り付けられ、さらにシンクロナイズド・トレモロの機構を収めるための空間（スプリング・キャビティ）も存在し、セミアコースティックギターに似た構造であるためと言われる。ボディ裏に張られたスプリング（シンクロナイズド・トレモロの機構の一部）が、弦の振動に共振する点も、ストラトキャスターの音質に影響を与えているという説もある。
3つのピックアップは同じ部品だが、取り付け位置の違いにより、取り出される音質は大きく異なる。ブリッジ（リア）側は高域が強調され、ネック（フロント）側は逆に高域の成分が少ない「甘い音」になる。ピックアップ・セレクター・スイッチをブリッジ・ミドルあるいはミドル・ネックの中間で止めて音をミックスさせる、いわゆるハーフトーン（ガラスの弾けるような繊細なトーン）も使用できるため、サウンドのバリエーションが広い。
ギブソン・レスポールに搭載されているダブルコイルのハムバッキングピックアップと比べると、シングルコイルピックアップは出力が弱く、帯域の広いサウンドが特色だが、マーシャルに代表される大音量のアンプや、歪みエフェクターとの組み合わせにより、ディストーションサウンドを得ることもできる。ディストーションサウンドが不可欠なハードロックに用いるギタリストも数多く存在する。

## ストラトキャスターの進化と使用ギタリスト

### ロックギターのスタンダードへ

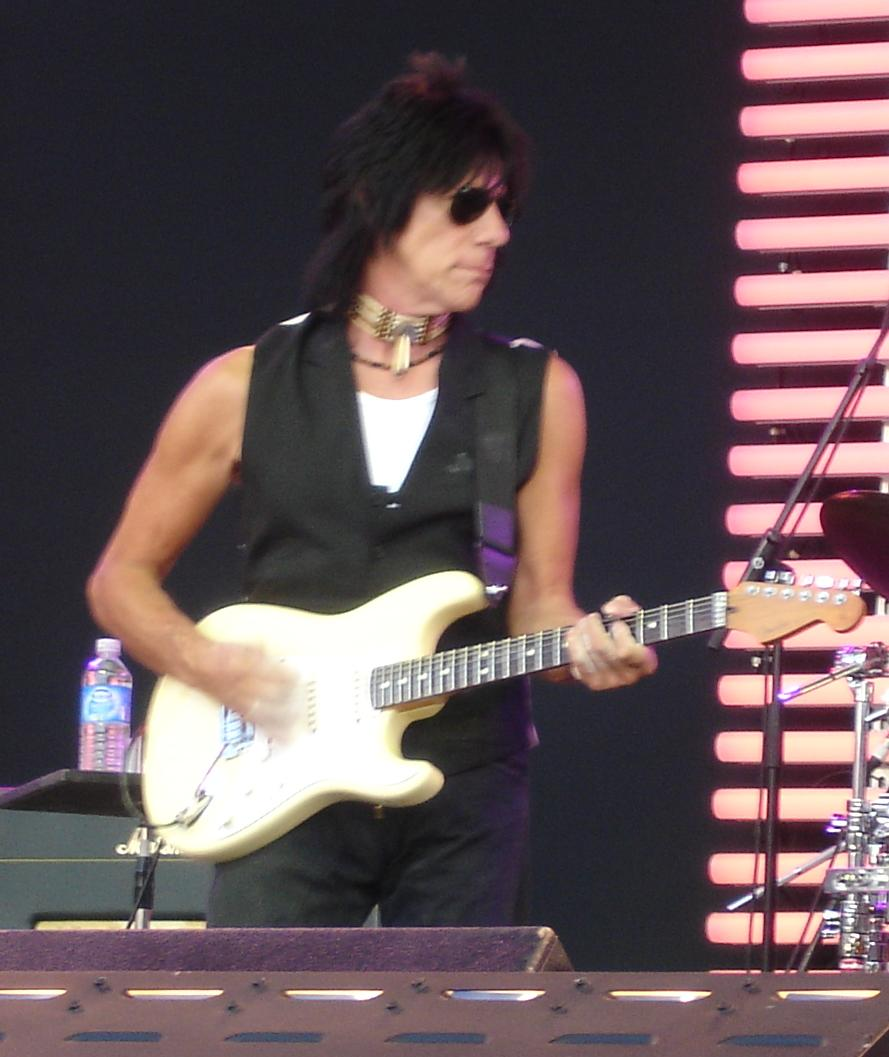
ジェフ・ベック

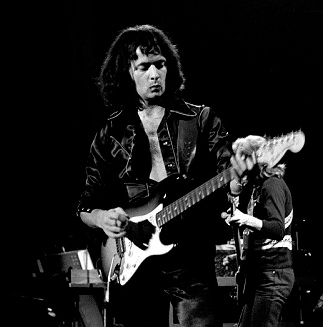
リッチー・ブラックモア。1977年のライブより。

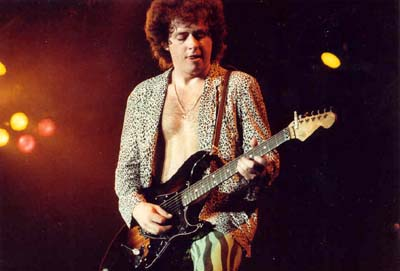
TOTOのスティーヴ・ルカサー。1982年のツアーより。

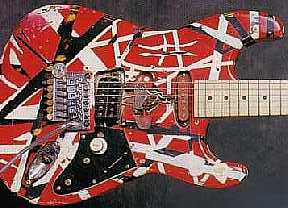
エドワード・ヴァン・ヘイレンのストラトタイプギター。

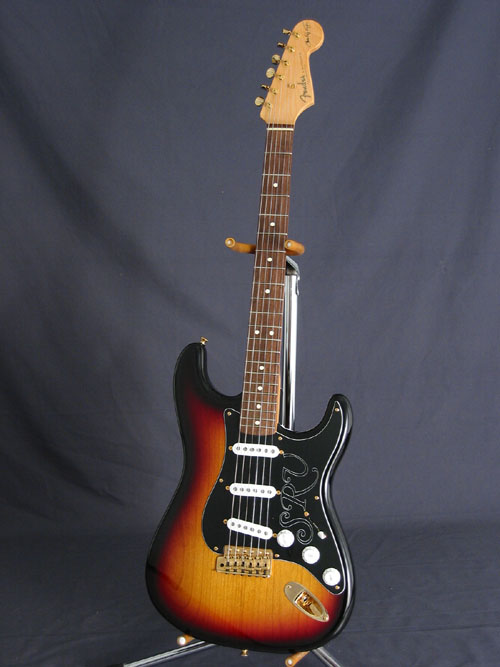
スティーヴィー・レイ・ヴォーン・モデル

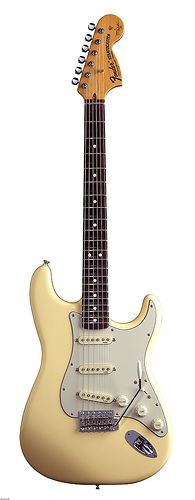
イングヴェイ・マルムスティーン・モデル

ストラトキャスターが、エレキギターのスタンダードとなる上で最も重大な役割を演じたのはジミ・ヘンドリックスである。
1950年代には、ハンク・マーヴィン（シャドウズ）やバディ・ホリーなどがストラトキャスターを使用していたが、1960年代半ばには人気が低下し使用するミュージシャンもほとんどおらず、製造中止も検討されていた。しかし1966年にジミ・ヘンドリックス・エクスペリエンスがデビューして、この状況は大きく変化する。ヘンドリックスは、大音量のマーシャルのギターアンプにストラトキャスターを接続し、ギブソン社のレスポール・モデルにも劣らないディストーション・サウンドを引き出した。またシンクロナイズド・トレモロを生かした変幻自在の演奏（アーミング）も相まって、ストラトキャスターが持つロック用エレキギターとしての潜在能力の高さを見せつけたのである。
ヘンドリックスの影響を受けてストラトキャスターを手にしたのが、エリック・クラプトンやジェフ・ベックである。
クラプトンによるストラトキャスターの演奏は、ヘンドリックスとはかなり対照的である。ヘンドリックスほどは音を歪ませず、シングルコイル・ピックアップ本来の音色を生かした彼の演奏は、ストラトキャスターの新たな魅力を引き出した。ハーフトーン（センター・ピックアップとのミックスポジション）を一般化させたのも、彼の功績であるという意見がある（ハーフトーン自体は、ヘンドリックスなども使用しており、前記の意見に反論する意見もある）。なお、クラプトンはトレモロ・ユニットを使わず固定し、アームを外している。
ヘンドリックスに多大な影響を受け、そのアクロバティックな側面を受け継いだギタリストの一人に、ディープ・パープルやレインボーで活躍したリッチー・ブラックモアがいる。彼は、ストラトキャスターの唯一の弱点とも言える出力不足を、ピックアップを高出力のシェクター製のF500やセイモア・ダンカン製のSSL-4（クオーター・パウンドタイプと呼ばれる一般的なシングル・コイルピックアップのポールピースの径より大きいタイプのもの）に交換することで補い、ストラトキャスターがハードロックにも十分通用することを証明して見せた。
また、ピンク・フロイドのデヴィッド・ギルモアもストラトキャスターを愛用しており、彼の場合は1970年代後半から1980年代においては、ピック・アップをディマジオ社の「スーパーディストーション」に交換して使用していた。彼のように、ピック・アップをスーパーディストーションに交換するのは当時の流行であり、多くのミュージシャンが模倣している。ちなみに、ペグをシャーラー社のものに交換するのも当時の流行であった。
ジャズ／フュージョン系やブルース系、ソウル系のギタリストの中にも、ストラトキャスターを愛用する者が増えた。ブルース系ギタリストではバディ・ガイやロバート・クレイ、スティーヴィー・レイ・ヴォーンなどが、ジャズ／フュージョン系ではハイラム・ブロック、デビュー当時のマイク・スターンなどが、有名なストラト愛用者である。こうしてストラトキャスターは、ソリッド・ボディ・エレキギターの定番中の定番として、その地位を不動のものとする。

### ストラトキャスターの派生モデル及び改造モデルの広がり
1970年代にはシェクター社などの、ストラトキャスター用の改造部品を製造・販売するメーカーが登場し始めた。これは既に見たように、ストラトキャスターが大量生産される工業製品として設計されていたため、部品の交換が容易であったことによる。また、グレコやフェルナンデス、アイバニーズなど、ストラトキャスターのコピーモデルを製造販売する会社も現れる。
1980年代に入ると、本家であるフェンダー社のストラトキャスターよりも高価な材料を用い、高精度な工作によって製造された高級なストラトキャスター派生モデルが一般化する。また、1970年代末に登場したギタリスト、エドワード・ヴァン・ヘイレンが自作の改造ストラトキャスター（ストラトキャスター型ボディにハムバッキング・ピックアップをダイレクトマウントし、クレイマー社製のネックを装着）を使用していた影響もあり、ハムバッキング・ピックアップをリアにマウントしたストラトキャスター派生モデルが大流行する。現在では、ストラトキャスターにハムバッキング・ピックアップを搭載するスタイルは定番として多く見られる。これらは英語圏では"スーパーストラト"と呼ばれるが、日本ではモダンST、カスタムST程度の呼び方が一般的である。
このストラトキャスター派生モデルは、1980年代にはブラッド・ギルス（ナイト・レンジャー）やスティーヴ・ルカサーが使用していた、SSHレイアウト+フロイド・ローズ・トレモロユニットというデザインが定番であり、シャーベル社やジャクソン社の製品が有名であった。この時期、ボディのデザインもさらに多様化し、ジャクソン社が考案したディンキー・モデル（一回り小さいサイズ）や、ピックガードレス・デザインなどが広く普及する。
1990年頃からは、スティーヴ・ヴァイがアイバニーズ社に作らせたシグネチャーモデル（ディンキー・ボディ+HSHレイアウト）の影響もあり、フロイド・ローズ装着型のストラトキャスター派生モデルの定番は、HSHレイアウトへと変化する。

### シグネチャーモデルの登場とオーソドックスなデザインへの回帰
1980年代は、ストラトキャスター派生モデルの全盛期であった。しかし、ハードロック・ブームの終息と共に、ストラトキャスター派生モデルの人気も沈静化する。
新たにストラトキャスター分野の人気商品となったのは、フェンダー社が展開した有名ギタリストのシグネチャーモデルである。フェンダー社や日本における代理店である山野楽器は、オーソドックスなストラトキャスターを愛用している有名ギタリストのシグネチャーモデルを次々に企画し、発売していった。特に有名なものは、エリック・クラプトン・モデルとリッチー・ブラックモア・モデル（指板をえぐる加工が施されており、スキャロップド・フィンガーボードと呼ばれる）であるが、他にもジェフ・ベックやスティーヴィー・レイ・ヴォーン、ロリー・ギャラガー、エリック・ジョンソン（ロック・フュージョンのギタリスト）など、様々なシグネチャーモデルが発売された。これらのシグネチャ・モデルは、製造品質において些かという以上に評判を落としていたレギュラー・ラインのストラトキャスターとは異なり、カスタムショップと名付けられた別ラインで組み上げられることが多かったため、ストラトキャスターの上位モデルとしての役割も担うようになった。中でも、ミッド・ブースト回路が装備されたエリック・クラプトン・モデルは、既にストラトキャスター分野の定番モデルと捉えられるようになっており、ジョージ・ハリスンやピート・タウンゼントなどの著名なギタリストも愛用している。
近年は、トリビュートシリーズの中で、実際に本人が所有したギターを詳細に分析したレプリカが発売されている。スティーヴィー・レイ・ヴォーンのNO.1及びレニー、エリック・クラプトンのブラッキーなどが代表的である。
また、1987年に、ドン・レースが開発したレース・センサーピックアップの独占使用および販売のライセンスを取得し（供給元はAGI）、ライセンス終了の1996年頃まで幅広いモデルに搭載して販売していた。レギュラー・ラインである「アメリカン・スタンダード」は一時期全てレース・センサーが搭載されていたほどである。また、トレモロ・ユニットは新たに2点ナイフエッジ支持の「アメリカン・スタンダード・トレモロ」が開発され、「アメリカン・スタンダード」や「アメリカン・デラックス」に搭載されるようになった。

### ストラトキャスターの現状
「ストラトキャスター」はフェンダー社によって商標登録された商品であり、一般的な商標法に基づき、同社のみ商標として商品自体やパッケージ、宣伝広告などとして独占使用できる。また、意匠登録もされており、一般的な法律解釈では同形状の物を作る権利を独占使用できる。
『ストラトキャスター』という名称をエレキギターの一つのジャンル名として、他社の類似の形状の物も含めるという考えもある。一方で、フェンダー社が製造した物のみが『ストラトキャスター』という考えもある。
他社は『ストラトキャスター』や『ストラト』という表記を商標ではなく形状や品質を示す目的として使うことはできるが、前述の「意匠登録」により類似の形状の物の製造はできない。
ジャンルとしてのストラトキャスター・タイプとなると、その全てを網羅的に解説することは困難である。以下ではフェンダー社の商品に限って、その現状を解説する。
フェンダー社のストラトキャスターは、様々な部品の組み合わせによって無限に仕様を増やすことが出来るのが特徴である。別の言い方をすれば、組み合わされる部品の種類の方が、組み合わされた製品の種類よりも少ないのである。
以下に大まかな部品構成を示す。これらの部品を様々な形で組み合わせたものが、現在「フェンダー・ストラトキャスター」として販売されている。
ボディ
使用される材はアルダー、アッシュ、セン、バスウッド、ポプラが中心である。ボディデザインは共通である。
ピックアップ
基本的にフェンダー社が開発、またはライセンスを受けて製造・流通しているピックアップが搭載されている。アーティストモデルなどにおいてはディマジオやダンカンといった他社製ピックアップやそのモデルのために製造、搭載されパーツとしては市販はされないピックアップが搭載されている場合もある。(過去の例ではジョン・メイヤーモデルのストラトキャスターに搭載された「Big Dipper」など）
ネック
メイプル1ピース、ローズウッドonメイプルの2種類が基本であるが、「貼りメイプル」のモデルが、カスタムショップで製作されることもある。ヘッドストックの形状は、スモールとラージの2種類である。ラージはハイウェイワンシリーズ、デラックスシリーズのSSHモデル、クラシックシリーズの1970年モデル、アメリカン・ヴィンテージシリーズの1970年モデル、カスタムショップの1969年モデルに使用されている。
トレモロ・ユニット
シンクロナイズド・タイプとアメリカン・スタンダード・トレモロ、アメリカン・デラックス・トレモロの3種類である。
塗装
基本的にポリウレタン塗装、一部のモデルにはニトロセルロース塗装がなされる。

### ストラトキャスターの変遷
大まかな時代に分けた上で、少数生産品などを含めないレギュラーモデルの主な仕様、および変更点を示す。機能や外観に大きく影響しない変更点は省略。(出典:)
| 年式                                                                             | ヘッドストック | ネック | ボディ | 電装系統 |
| -------------------------------------------------------------------------------- | --- | --- | --- | --- |
| 1954年-                                                                          | スモールヘッド、スパゲティロゴ、丸型ストリングガイド、クルーソンペグ                                                                  | メイプル1Pネック、「U」ネックシェイプ                                                                                                 | アッシュボディ、2トーンサンバースト                                                                                                   | 1プライ8点留めピックガード、3wayセレクタースイッチ、布被膜配線材及び0.1MFDペーパーオイル・キャパシタ                                  |
| 1956年-                                                                          | 羽根型ストリングガイド | 「V」ネックシェイプ(57年)、「C」ネックシェイプ(58年-)                                                                                 | アルダーボディ、3トーンサンバースト(58年-)、ブロンド色はアッシュボディ継続                                                            | |
| 1959年後期-                                                                      | | 「スラブ貼り」方式ローズウッド指板 | | 3プライ11点留めピックガード(セルロイド)、0.1MFDセラミック・キャパシタ(61年-)                                                          |
| 1962年後期-                                                                      | トランジションロゴ(64年-、「移行期ロゴ」の意)                                                                                         | 「ラウンド貼り」方式ローズウッド指板                                                                                                  | | ピックガードのネジ位置が1箇所変更(63年-)                                                                                              |
| 1965年 CBS社による会社買収、これ以前を"Pre-CBS"モデル、以降を"CBS期"モデルと呼ぶ | | | | |
| 1965年後期-                                                                      | ラージヘッド、前期「Fキー」ペグ(67年-)、「CBS」ロゴ(68年-)                                                                            | 「貼りメイプル」指板が正式オプションに(67年-)、通常仕様でメイプル又はローズウッド指板が選択可能に(70年-)                              | 下地塗装がポリエステルに(68年-) | ピックガード材質変更(塩化ビニール)、ピックアップキャビティ形状変更(69年-)、ビニール被膜配線材及び0.05MFDセラミックキャパシタ(69年-)   |
| 1971年後期-                                                                      | 後期「Fキー」ペグ、ブレットトラスロッドナット、ストリングガイドが2個に増設(72年-)                                                     | 3点止め及びマイクロティルト機構を備えたジョイント方式                                                                                 | ナチュラル色アッシュ材がオプションに、ダイキャスト製ブリッジサドル及びブロック(72年-)                                                 | |
| 1976年-                                                                          | シャーラー社製「Fキー」ペグ | | サンバースト色はアッシュ材に | 黒3プライピックガード、黒コントロールノブ及びスイッチノブ(77年-)、5wayセレクタースイッチ(77年後期)                                    |
| 1982年-83年                                                                      | "Dan Smith"スモールヘッド(旧来のスモールヘッドとは異なる)                                                                             | 4点止めジョイントへの回帰 | 「インターナショナル・カラー」他、カラースキームの全面改訂                                                                            | キャビティ内導電塗料等アース処理方式の全面改訂                                                                                        |
| 1983年中期-                                                                      | 無印のモデル名「ストラトキャスター」は廃番に、 「スタンダード・ストラトキャスター」「エリート・ストラトキャスター」他へとモデルが分岐 | 無印のモデル名「ストラトキャスター」は廃番に、 「スタンダード・ストラトキャスター」「エリート・ストラトキャスター」他へとモデルが分岐 | 無印のモデル名「ストラトキャスター」は廃番に、 「スタンダード・ストラトキャスター」「エリート・ストラトキャスター」他へとモデルが分岐 | 無印のモデル名「ストラトキャスター」は廃番に、 「スタンダード・ストラトキャスター」「エリート・ストラトキャスター」他へとモデルが分岐 |
| 1985年 Bill Schultzによる会社買収で"CBS時代"が終焉、現行のFMIC体制へ             | | | | |

## 「ヴィンテージ」市場の存在
ストラトキャスターの中でも製造年の古い個体は「ヴィンテージ」と呼ばれ、中古市場において高価格で取引されている。2013年にはボブ・ディランが使用した1964年製のストラトキャスターがクリスティーズで競売にかけられ、ギターとしては史上最高額の96万5000ドル（約9930万円）で落札された。
ヴィンテージ市場は1980年代末から一貫して高騰基調にあり、現在ではフェンダー社がCBS社に買収される以前（1954年から1965年前期までのモデル。Pre-CBSと呼ばれる）が状態によっては数百万円、またはそれ以上の価格で取引されることもある。またフェンダー・ジャパンの最初期モデルは「ジャパン・ヴィンテージ」と呼ばれ、日本独自の中古市場が形成されている。

ストラトキャスターの製造初年である1954年製のシリアルナンバー#0001の個体(英語版 "The 0001 Strat")は、ピンク・フロイドのデヴィッド・ギルモアが1970年代から現在まで所有している。2004年に、イギリスで行われたストラトキャスターの50周年記念のライヴの際も使用された。ただし、このギターはあくまでも「ネック・ジョイントプレートにシリアルナンバーが記載されている」物としての1号機であり、これ以前に、「ボディ裏面にあるスプリングカバー（バックプレート）にシリアルナンバーが記載されている」物を含め250台程度存在するので、正真正銘の第1号機ではない。なお、この「ネックシリアル1号機」は、ブロンドカラー、ゴールドパーツの特注品である。正真正銘の第1号（バックプレートシリアル0001）機については、一時北米のコレクターが所有していると言う噂が飛び交ったがデマと判明し、現在に至るまで発見されていない（バックプレートは紛失し易く、弦交換の手順を簡素化させるため取り外して弾くプレイヤーが多く、更には容易に取り替えが効くため、事実確認が困難）。